# Кузоватовський район
Кузоватовський район (рос. Кузоватовский район) — адміністративно-територіальна одиниця (район) та муніципальне утворення (муніципальний район) у центральній частині Ульяновської області Росії.
Адміністративний центр — робітниче селище Кузоватово.

## Історія
Кузоватовський район утворений у 1928 році у складі Сизранського округу Середньо-Волзької області.

## Населення
| 1939    | 1989    | 2002    | 2009    | 2010    | 2011    | 2012    |
| ------- | ------- | ------- | ------- | ------- | ------- | ------- |
| 51 817  | ↘30 218 | ↘27 225 | ↘25 276 | ↘22 377 | ↘22 305 | ↘21 801 |
| 2013    | 2014    | 2015    | 2016    | 2017    | 2018    | 2019    |
| ↘21 317 | ↘20 975 | ↘20 611 | ↘20 311 | ↘19 915 | ↘19 576 | ↘19 238 |
| 2020    | 2021    |         |         |         |         |         |
| ↘18 941 | ↘18 579 |         |         |         |         |         |